# 小行星6219
小行星6219（6219 Demalia）是一颗绕太阳运转的小行星，为主小行星带小行星。该小行星于1978年8月8日发现。

## 轨道参数
小行星6219的轨道半长轴为2.3950479 UA，离心率为0.199。